# سید حسین میرفخار
سید حسین میرفخّار از سیاستمداران و سفرای ایرانی می‌باشد.
سید حسین میرفخار فرزند حاج سید اسماعیل، متولد اول اردیبهشت ۱۳۳۱ خورشیدی در تهران، دانش‌آموخته لیسانس علوم سیاسی از دانشگاه ملّی ایران (دانشگاه شهید بهشتی) می‌باشد.
وی پس از پیروزی انقلاب اسلامی، در سال ۱۳۵۹ به کادر سیاسی وزارت امورخارجه پیوست و پس از طی دوره‌های کارآموزی در دوائر گوناگون در دوره وزارت علی‌اکبر ولایتی، در سال ۱۳۶۰ به ریاست اداره کنسولی (سجلات و احوال شخصیه) منصوب و تا سال ۱۳۶۵ در همین سمت انجام وظیفه نمود.
میرفخار در همین سال به سفارت در جمهوری اندونزی منصوب و تا سال ۱۳۶۹ به عنوان سفیر جمهوری اسلامی ایران در اندونزی در رابطه با توسعه فرهنگی منشأ خدمات برجسته‌ای بود. او پس از بازگشت به میهن به عنوان مدیر کل سیاسی منطقه جنوب شرق آسیا تا سال ۱۳۷۳ مشغول به کار بود و در این سال به عنوان سفیر جمهوری اسلامی ایران در جمهوری خلق چین عازم پکن شد و همزمان تا سال ۱۳۷۶ به عنوان سفیر آکرودیته ایران در مغولستان نیز انجام وظیفه نمود.
پس از بازگشت از چین در زمان وزارت سید کمال خرازی به سمت مدیر کل امور اداری منصوب و با توصیه وی در احیا و اجرای اساسنامه داخلی وزارت خارجه و برخی اصلاحات اداری همت گماشت و سپس در سال ۱۳۸۱ به عنوان سفیر جمهوری اسلامی ایران در ایرلند جنوبی عازم دوبلین گردید. پس از خاتمه مأموریت و بازگشت از ایرلند جنوبی در سال ۱۳۸۴ با سمت کارشناس ارشد مطالعات سیاسی مشغول به کار و یک سال بعد در سال ۱۳۸۵ در سمت مدیر کل امور کنسولی به مدت هشت سال خدمت نمود و در زمان وزارت محمد جواد ظریف در فروردین سال ۱۳۹۴ به عنوان سفیر جمهوری اسلامی ایران در جمهوری پرتغال منصوب و عازم لیسبون گردید و در اردیبهشت سال ۱۳۹۸ خورشیدی پس از چهل سال سابقه کار، بنا به درخواست شخصی به خدمت خود در وزارت امور خارجه خاتمه داد.
وی در زمره دیپلمات‌های با سابقه وزارت امور خارجه ایران است که سلسله مقامات سیاسی را از مقام وابستگی با موفقیت طی نموده و هم‌اکنون دارای مقام سفیری می‌باشد.